# Scy (Belgique)
Pour les articles homonymes, voir Scy.
Scy (en wallon Sî) est un village du Condroz, dans la province de Namur en Belgique. Le Bocq, affluent de la Meuse, y prend sa source. Administrativement il fait aujourd'hui partie de la commune de Hamois, en Région wallonne (Belgique). C'était une commune à part entière avant la fusion des communes de 1977.

## Étymologie
Le mot 'Scy' viendrait du collectif bas latin *secarium. C'est-à-dire: lieu où l'on scie le bois ou lieu où l'on fauche le blé ,. En 1231 on relève l'orthographe Siers, puis (avant 1260) Syere, et encore (1333): Sies

## Évolution démographique
- Source: DGS, 1831 à 1970=recensements population, 1976= habitants au 31 décembre

## Histoire
Le 18 mai 1815, Napoléon se serait endormi dans un champ, à Scy. En son souvenir un arbre aurait été planté à cet endroit précis…

## Patrimoine et culture

### Patrimoine architectural
- L’église Saint-Martin date du (XVIIe siècle).